# Navadni polh
Navadni polh (znanstveno ime Glis glis) je nočni glodalec in edini predstavnik rodu Glis, ki živi v kontinentalni Evropi, tudi v Sloveniji. Za prehrano so ga uporabljali že stari Rimljani, danes pa je lov na polha slovenska posebnost.

## Telesne značilnosti
Telesna masa polhov je zelo spremenljiva in je odvisna od letnega časa: tako lahko doseže težo okoli 350 gramov v začetku zimskega spanja (zaradi kopičenja maščob), med majem in začetkom septembra pa tehtajo od 62 do 229 gramov. Navadni polhi so različnih velikosti: največji so na Apeninskem polotoku in na severu Irana, najmanjši pa v srednji Evropi in jugu Balkana. V Sloveniji živijo največji polhi v osrednji Sloveniji: tako merijo polhi iz Dinarskega gorstva Slovenije 149–200 mm, rep pa meri 117–168 mm; v nižinah in gričevjih vzhodne Slovenije se pa že pojavljajo manjši (telesna dolžina 140–164 mm, dolžina repa 107–134 mm). Spola se v velikosti ne razlikujeta.
Kožuh živali z velikimi, izbuljenimi očmi, obrobljenimi s črnim kolobarjem, je srebrno sive barve, s starostjo se pojavijo rjavi odtenki. Zelo redko se v naravi pojavljajo črni oz. melanistični, svetlo sivi, rjavi in beli oz. albinistični polhi. Slednji ne dočakajo dolge življenjske dobe zaradi svoje vpadljive bele barve in s tem nezaščitenosti pred plenilci. Na sprednjih nogah ima 4 prste, na zadnjih pa 5 prstov, na katerih so kratki in zakrivljeni kremplji. Trebuh je bel z rjavkastimi toni, dlaka pa je kratka in zelo gosta. Košati rep je enake barve kot hrbet, vendar z manj izraženimi rjavimi odtenki. Spodnja stran repa je svetlejša. Koža na repu se zlahka posname z repnih vretenc, kar mu daje prednost pri begu pred plenilci. Del z golimi vretenci odmre in odpade, vendar se rep ne obnovi podobno kot pri kuščarjih, kakor zmotno navajajo nekateri viri.
Zobna formula: 1/1, 0/0, 1/1, 3/3

## Razmnoževanje
Samice kotijo enkrat letno in nosijo mladiče 30-31 dni, obdobje kotitve pa je čez vse poletje. V letih ko bukev ali hrast ne plodi, se polhi ne razmnožujejo: očitno je, da sprejmejo iz okolja neko sporočilo (najbrž v hrani), vendar podrobnosti niso znane. V leglu je od 1-10 mladičev, ki tehtajo okoli 50 g in se po vsej verjetnosti začno pariti šele v tretjem letu življenja. Iz gnezda se na samostojne potepe odpravijo konec avgusta ali začetek septembra. Mladiči navadnega polha odrastejo zelo hitro, v približno dveh mesecih. Tako se jim telesna masa vsak dan poveča v povprečju za 2,4% oz. za skoraj 5% njihove izhodiščne mase. Življenjska doba navadnega polha je do 5 let, v populaciji pa prevladujejo mlade živali, ki še niso spolno aktivne. S polhi se hranijo kune, divje in domače mačke ter sove. V Sloveniji populacijska gostota polhov skozi leta niha. Eden od vzrokov nihanj je gotovo letni obrod plodov in s tem povezana rodnost na eni ter smrtnost med hibernacijo na drugi strani.

## Življenjski prostor in navade
Polhov življenjski prostor je Evropa od Pirenejev do Volge. Na severu seže do Baltika, na jugu pa do Krete. Živi tudi na Kavkazu in na severu Male Azije. Polh se najraje zadržuje v listnatih in mešanih gozdovih. V Sloveniji je zelo pogost v apneniških Alpah, Dinarskem gorstvu, v predalpskem in preddinarskem gričevju ter submediteranski Sloveniji. Za polšjo populacijo na Slovenskem velja, da ostaja število odraslih polhov med leti bolj ali manj stalno, spreminja pa se njihova aktivnost: populacijska gostota tako znaša 6 osebkov na hektar, jeseni, ko se mladiči osamosvojijo, pa v povprečju kar od 15 do 16 osebkov na hektar. Naselili so ga tudi v Angliji, kjer se je obdržal samo v trikotniku med kraji Beaconsfield, Aylesbury in Luton, na površini okoli 520 kvadratnih kilometrov.
Zimo prehibernira v podzemnih votlinah t. i. »polšinah« ali skalnih razpokah, ki vodijo v kraško podzemlje ter med koreninami večjih dreves. To mu namreč zagotavlja zadostno relativno vlažnost, zaradi katere se med dolgim spanjem ne izsuši, in stalno temperaturo, ki je tudi v najhujših zimskih razmerah nad lediščem. Je izvrsten plezalec, ki le malo časa preživi na tleh. Dan po navadi prespi v luknjah v tleh, drevesnem duplu ali med koreninami, pa tudi v ptičji valilnici. Luknje so zakrite pogosto s travo ali drugim zelenjem. Pogosto se zateka tudi v stavbe, še posebej v podstrešne sobe in skednje. Navadni polh se zelo rad giblje po drevesih in njegova okretnost naj bi bila po nekaterih podatkih celo boljša od veverice. Lahko skoči od 7–10 m. Je zelo teritorialna žival.

### Prezimovanje
Na Slovenskem gredo polhi na prezimovanje s prvimi slanami, prebudijo pa se po navadi meseca aprila. Med hibernacijo izgubijo med 35-50% telesne teže oz. okoli, ki si jo v jeseni na račun podkožne tolšče, torej maščobe, ki se kopiči večinoma v trebušni votlini in še zlasti pod kožo, močno povečajo. Njihova telesna temperatura se tudi spusti proti 0 °C, število vdihov pa se zmanjša na 0,5 do 0,8 na minuto. Hrane polhi ne skladiščijo kot na primer veverice. Ob dotiku se polh takoj zbudi, kar nakazuje na dobro delovanje živčnega sistema.
Dolgotrajne raziskave v Nemčiji so pokazale, da se polhi prebujajo vse bolj zgodaj, kar bi kazalo pripisati globalnim temperaturnim spremembam. Primer tega je okolica Frankfurta, kjer se polhi prebujajo pet tednov in pol bolj zgodaj kot pred tremi desetletji.

### Prehrana
V Sloveniji navadnega polha najdemo skoraj povsod, najbolj pogost pa je na Notranjskem. V gorah živi do zgornjega roba bukovih gozdov, saj žir predstavlja pomemben, če ne celo eden glavnih virov polhove prehrane, ki jo poleg bukovega žira sestavljajo še ostali gozdni plodovi in semena, občasno pa tudi glive in živalska hrana. V naših razmerah je uspešnost prezimovanja verjetno odvisna od plodnosti hrasta, bukve in gabra, saj se z njihovimi plodovi polhi tudi hranijo. Načeloma pa je sicer navadni polh vsejed: od živalske hrane so mu najljubše žuželke in včasih celo majhne ptice, od rastlinske hrane pa listje, mehki sadeži, semena in žitarice.
Kljub delno rastlinskem prehranjevanju pa se od ostalih glodalcev občutno razlikuje po tem, da nima slepega črevesa, kjer ostali glodavci prebavljajo celulozo s pomočjo encimov mikroorganizmov.

## Polh in slovenska folklora
Na slovenskem polhe lovijo že stoletja. Na teh tako imenovanih polharijah polhe lovijo v posebne pasti na drevesih, ki jih polharji nastavijo nekajkrat na noč. Po etičnem kodeksu lov na polšinah oz. poljših luknjah in lov z dupljanjem oz. bezanjem s palico v votla drevesa nista primerna.
Prvo pričevanje o takšnem lovu in uživanju polhov sega v leto 1240, polšji lov tlačanov pa je prvič omenjen za Senožeče (1460) in Vipavo (1499). Takrat je bil lov obdavčen, o čemer sta pisala že Valvasor in Steinberg. Obdavčen je ostal vse do leta 1848. Polhe so v preteklosti lovili za mast v zdravilne namene in za hrano, saj so bili velikokrat edini vir beljakovinske prehrane zaradi pomanjkanja obdelovalne zemlje, kar je v Evropi posebnost, pa tudi zaradi kože, iz katere so izdelovali veliko uporabnih predmetov. Od njih velja omeniti posebne kučme iz polšje kože, t. i. »polhovke«. Poleg pasti so za lov na polhe v zimskih prebivališčih uporabljali tudi dim, s katerimi so živali pregnali na plano, kjer so jih potolkli s šibami. Danes je lov dovoljen vsem posameznikom in sicer od 1. oktobra dalje.
Pokrivalo iz polšjih kožuščkov, imenovano polhovka, je tudi veljalo za simbol slovenstva v zadnjih sto letih. Polhovka je bila prepoznaven znak slovenskih študentov na Dunaju, med drugo svetovno vojno pa so jo nemški okupatorji celo prepovedali, ker so menili, da se z njo izkazuje slovenstvo.
Ponekod v Sloveniji so ljudje dolgo verjeli, da polhe »pase« sam hudič, o čemer je v svoji Slavi Vojvodine Kranjske prav tako pisal že Valvasor.